# Cantonul Agen-Ouest
Cantonul Agen-Ouest este un canton din arondismentul Agen, departamentul Lot-et-Garonne, regiunea Aquitania, Franța.

## Comune
- Agen (parțial, reședință)
- Le Passage